# Melinda Geiger
Melinda Anamaria Geiger (født 28. marts 1987 i Baia Mare) er en tidligere  rumænsk håndboldspiller, som senest spillede for Siófok KC i Ungarn, til 2019 hvor hun stoppede karrieren. Hun har flere landskampe for det rumænske landshold.